# Herrschaftsgericht Wilhermsdorf
Das Herrschaftsgericht Wilhermsdorf war ein Herrschaftsgericht zweiter Klasse der Freiherren Wurster von Creutzberg zu Wilhermsdorf. Es bestand von 1815 bis 1818 und war Teil des Rezatkreises.

## Lage
Das Herrschaftsgericht Wilhermsdorf grenzte an die Landgerichte Markt Erlbach und Cadolzburg. 

## Geschichte
Dem Herrschaftsgericht ging die Herrschaft Wilhermsdorf voraus. Es übte das Hochgericht und die Dorf- und Gemeindeherrschaft über Buchklingen, Holzmühle, Kotzenaurach, Neidhardswinden (zum Teil), Rennhofen (z. T.) und Wilhermsdorf aus. In Kappersberg und Knochenhof hatte sie nur die Dorf- und Gemeindeherrschaft inne. Gegen Ende des 18. Jahrhunderts hatte es grundherrliche Ansprüche über 225 Anwesen: Adelsdorf (2), Borbath (2), Buchklingen (17), Emelsdorf (1), Haundorf (2), Kappersberg (6), Knochenhof (4), Kotzenaurach (20), Neidhardswinden (33), Niederndorf (1), Rennhofen (7), Siedelbach (2), Wilhermsdorf (127) und Ziegelhütte (1).
Im Rahmen des Gemeindeedikts wurde 1813 der mittelbare Steuerdistrikt Wilhermsdorf gebildet, das vom Rentamt Cadolzburg verwaltet wurde.
1813 beantragten die Freiherren Wurster von Creutzberg die Bildung eines Herrschaftsgerichtes. Dies wurde am 24. April 1815 vorläufig genehmigt. Es umfasste die Orte Buchklingen, Finkenmühle, Holzmühle, Kotzenaurach, Neidhardswinden, Siedelbach und Wilhermsdorf. Innerhalb des Gerichtsbereichs gab es 27 fremdherrische Untertanen, die im Zuge der Purifaktion hinzu kamen, während 85 Untertanen außerhalb des Gerichtsbereichs abgegeben wurden. Am 19. Januar 1817 kam es zur endgültigen Genehmigung des Herrschaftsgerichtes.
Mit dem Zweiten Gemeindeedikt (1818) wurde die Munizipalgemeinde Wilhermsdorf und die Ruralgemeinden Buchklingen, Kotzenaurach, Neidhardswinden (mit Finkenmühle) und Siedelbach gebildet. Es lebten zu der Zeit 1708 Einwohner im Herrschaftsgericht, die sich auf 428 Familien verteilten und in 486 Anwesen wohnten. Bereits 1818 wurde das Herrschaftsgericht in ein Patrimonialgericht I. Klasse umgewandelt.